# Clemens Weller

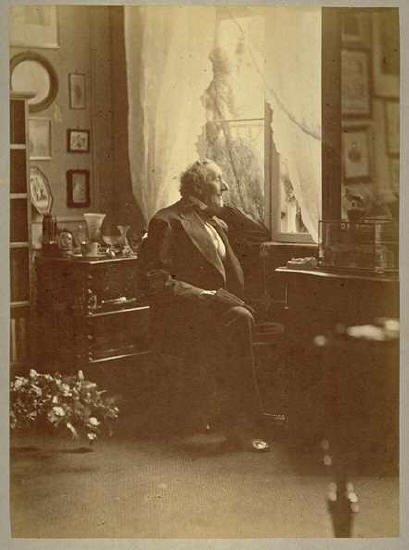
Weller: Hans Christian Andersen, 1874

Frantz Clemens Stephan Weller (17. května 1838, Neustadt – 17. července 1900, Kodaň) byl dánský fotograf německého původu.

## Životopis
Byl knihař a své řemeslo se pravděpodobně naučil ve Francii jako teenager. V roce 1860 se přestěhoval do Kodaně a v určitém okamžiku se stal dánským občanem. Zpočátku pracoval pro fotografa Georga Emila Hansena, adjustoval a rámoval snímky, ale zřejmě studoval i fotografii, jak vyplývá z dopisů mezi básníkem Nicolaiem Bøghou a Hansem Christianem Andersenem z roku 1866.
V roce 1867 se Georg spojil se svým bratrem Nielsem Christianem (malířem) a knihkupcem Albertem Schouem, aby založili firmu „Hansen & Schou“. O dva roky později se Weller stal jejich komerčním partnerem a firma byla přejmenována na Hansen, Schou & Weller. Téhož roku obdrželi královský glejt, čímž se stali oficiálními dvorními fotografy. V roce 1872 se zúčastnili Průmyslové a umělecké výstavy v Kodani (Den nordiske Industri- og Konstudstilling) a v roce 1875 získal bronzovou medaili na podobné výstavě ve Vídni.
Schou opustil společnost v roce 1885, aby se věnoval kariéře na volné noze. Niels odešel v roce 1889 do důchodu, aby se ujal svého bývalého povolání. Weller zůstal a firma byla opět přejmenována na „Hansen & Weller“. Kromě královského jmenování si Georg vybudoval pevnou základnu zákazníků u rodu Glücksburků a s nimi související buržoazie. Jeho pravidelným zákazníkem byl také Hans Christian Andersen. Weller měl na starosti většinu tohoto podnikání a zachránil všechny své fotografické desky, takže v době své smrti shromáždil sbírku tisíců desek, všechny pečlivě zabalené a uložené.
V roce 1897 byl jednomyslně zvolen předsedou Dansk Fotografisk Forening. Po jeho smrti byla jeho sbírka negativů roztříděna a prodána. Přibližně 660 z nich, zobrazujících členy dánské a zahraniční šlechty, získal fotograf Peter Elfelt a v současné době (2021) je lze vidět v Dánské královské knihovně.

## Galerie

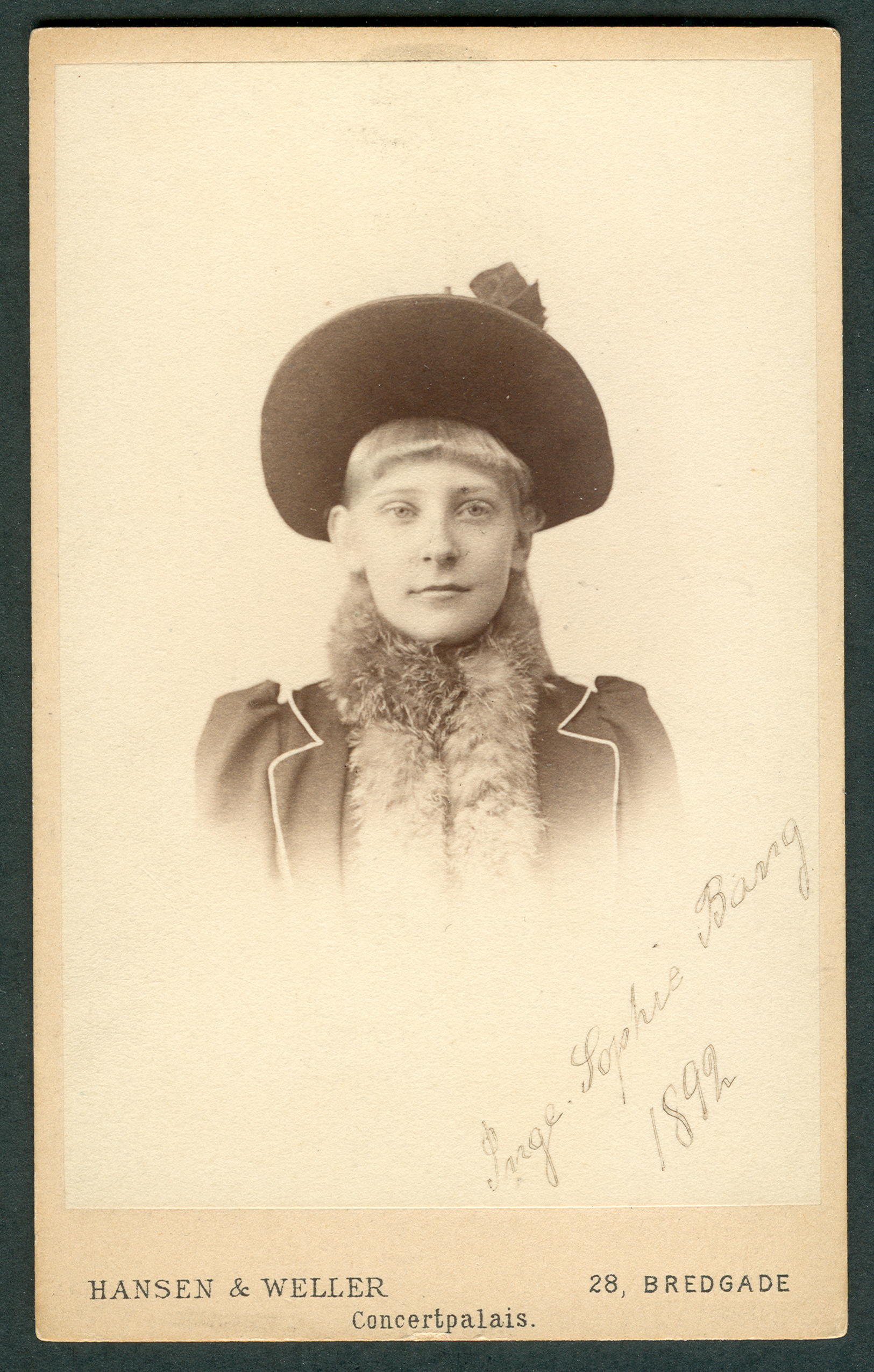
Studiový portrét neznámé dívky, 1892, Hansen & Weller Photographiske Etablissement Kjöbenhavn K., Bredgade 28
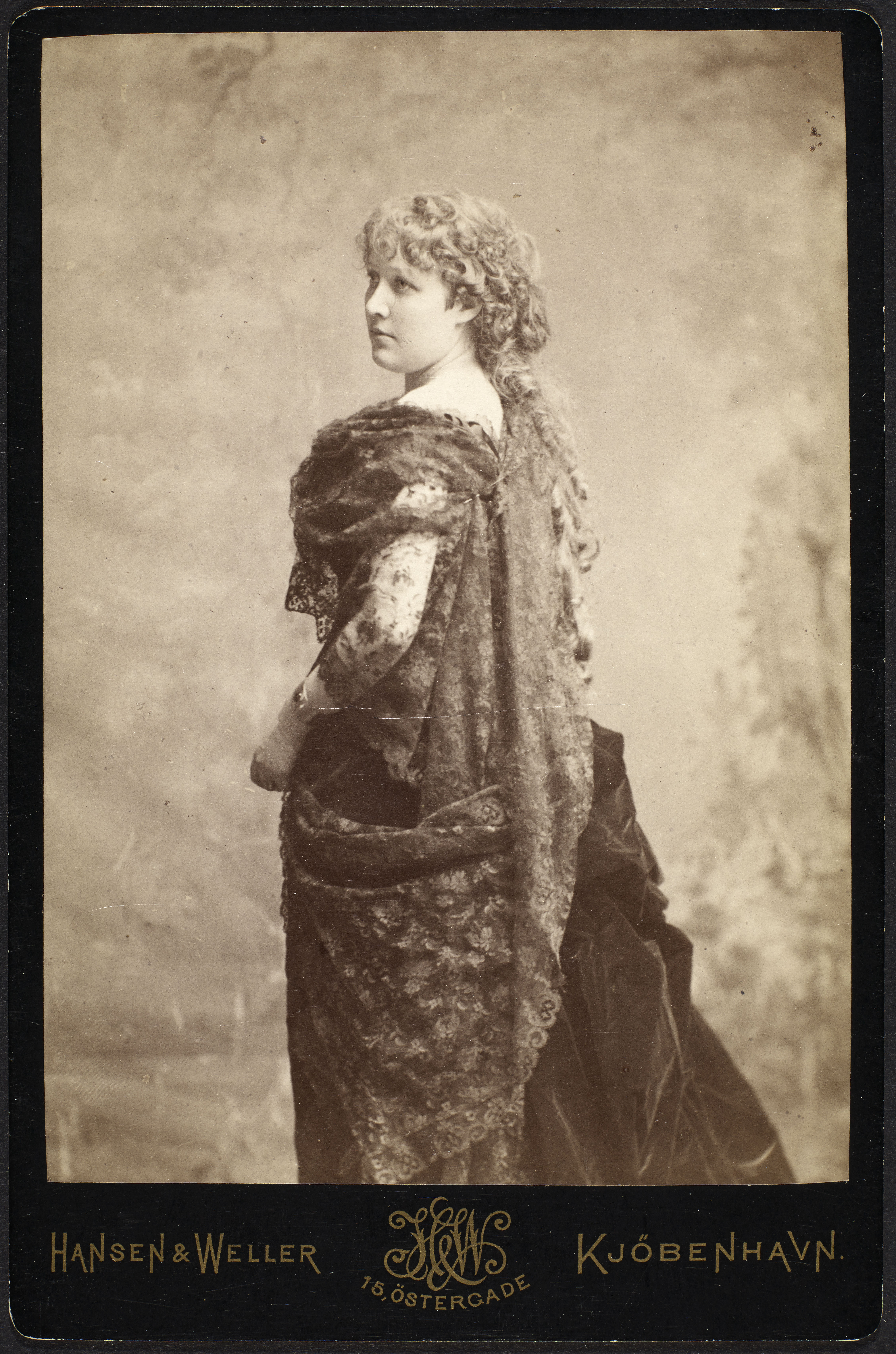
Augusta Lütken, 1887–1890
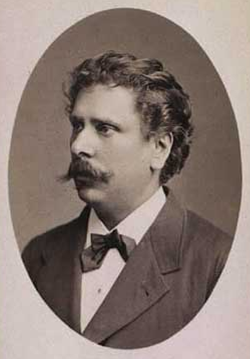
G. A. Lembcke
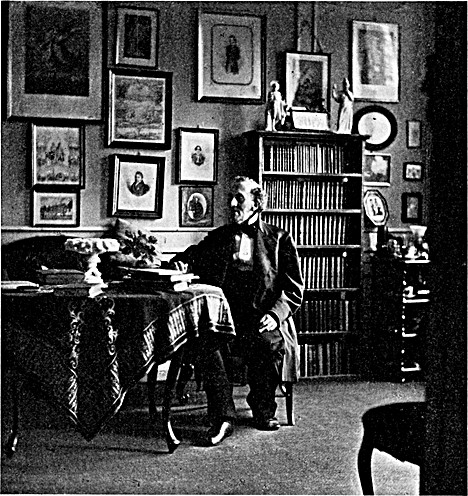
Hans Christian Andersen, Nyhavn 18, 1874
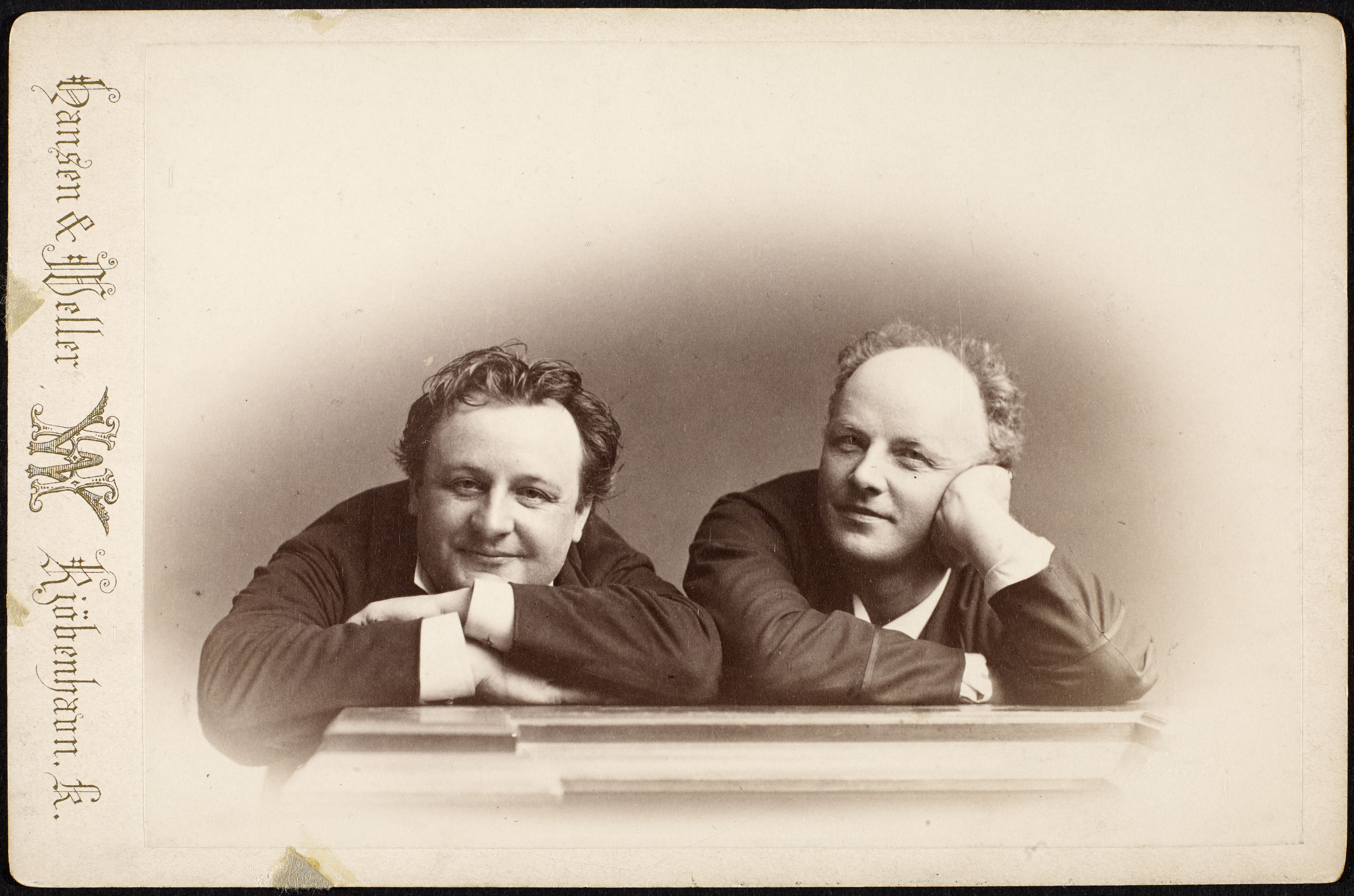
Olaf & Emil Poulsenovi, 1892